# Rudolf Rhomberg
Rudolf Rhomberg (* 1. Februar 1920 in Dornbirn; † 6. Juni 1968 in München) war ein österreichischer Schauspieler.

## Leben
Der Sohn des Gendarmerieobersten Rudolf Rhomberg und seiner Frau Maria, geb. Parschalk, besuchte das Gymnasium und betätigte sich als Dentist in Tirol. Dann nahm er Schauspielunterricht, unter anderem 1946/47 bei Helene Thimig am Wiener Reinhardt-Seminar, debütierte 1947 am Wiener Burgtheater, spielte ab 1947 am Volkstheater sowie im Theater in der Josefstadt und von 1948 bis 1950 an der Scala Wien.
Anschließend verpflichtete er sich an Schweizer und deutsche Bühnen. 1952/53 war er am Stadttheater Basel und am Schauspielhaus Zürich engagiert. 1954 wechselte er nach München, wo er am Residenztheater als Habakuk in Der Alpenkönig und der Menschenfeind, als Knieriem in Lumpazivagabundus und als Stadthauptmann in Gogols Der Revisor auf sich aufmerksam machte.
Bald nach seinem Debüt als Bühnenschauspieler wurde er auch für den Film entdeckt und wirkte vor allem in Filmen in der Bundesrepublik Deutschland mit. Der korpulente, mondgesichtige Rhomberg wurde lange Zeit nur in bedeutungslosen, manchmal winzigen Nebenrollen eingesetzt. Bekannt wurde er erst durch die mehrteilige Verfilmung der Lausbubengeschichten nach Ludwig Thoma 1964 bis 1967. Darin agierte Rhomberg als der mit allerlei Streichen in Zorneswallung gebrachte Pfarrer Falkenberg, genannt Kindlein (nach dessen Lieblingsworten „Ihr Kindlein“). In Wenn Ludwig ins Manöver zieht (1967) spielte er zudem den Bruder des Pfarrers, Feldwebel Josef Falkenberg. Ludwig auf Freiersfüßen (1969), die letzte Thoma-Adaption, wurde dem im Jahr zuvor Verstorbenen gewidmet und zeigte aus der Sicht von Ludwigs Erinnerungen noch einmal einige von Rhombergs besten Szenen als Pfarrer.
Rhomberg, der zuletzt auch durch seine Präsenz im Fernsehen ein bekannter Charakterkomiker war, litt ab Mitte der 1960er Jahre an massivem Bluthochdruck. Er starb am 6. Juni 1968 in einem Münchner Krankenhaus. Sein Grab befindet sich auf dem Münchener Ostfriedhof.

## Filmografie
- 1950: Ruf aus dem Äther
- 1950: Das doppelte Lottchen
- 1951: Eva im Frack
- 1952: Wienerinnen im Schatten der Großstadt (Wienerinnen)
- 1952: Abenteuer im Schloss
- 1953: Zwiespalt des Herzens (Die Venus vom Tivoli)
- 1954: 08/15
- 1955: Gestatten, mein Name ist Cox
- 1955: Rosenmontag
- 1955: 08/15 – In der Heimat
- 1956: Viele kamen vorbei
- 1956: Weil du arm bist, mußt du früher sterben
- 1957: Robinson soll nicht sterben
- 1957: Heiraten verboten
- 1957: Und abends in die Scala
- 1957: Der Bauerndoktor von Bayrischzell
- 1958: Wenn die Conny mit dem Peter
- 1958: Ein Amerikaner in Salzburg
- 1958: Eine Frau, die weiß, was sie will
- 1959: Ein Tag, der nie zu Ende geht
- 1958: Auferstehung
- 1958: Ein gewisser Judas
- 1959: Kasimir und Karoline
- 1959: Das schöne Abenteuer
- 1959: Ein Mann geht durch die Wand
- 1959: Johanna aus Lothringen
- 1960: Eine Geschichte aus Soho – Instinkt ist alles (TV-Serie)
- 1960: Eine Frau fürs ganze Leben
- 1960: Der brave Soldat Schwejk
- 1961: Was macht Papa denn in Italien?
- 1961: Schweyk im Zweiten Weltkrieg (TV)
- 1961: Jedermann
- 1962: Schneewittchen und die sieben Gaukler
- 1962: Stahlnetz: Spur 211 (TV-Serie)
- 1963: Das Ende vom Anfang (TV)
- 1964: Vorsicht Mister Dodd
- 1964: Geschichten aus dem Wienerwald (TV)
- 1964: Lausbubengeschichten
- 1964: Wälsungenblut
- 1965: Platons Gastmahl (TV)
- 1965: Radetzkymarsch (TV)
- 1965: Tante Frieda – Neue Lausbubengeschichten
- 1965: Ich suche einen Mann
- 1966: Italienische Nacht (TV)
- 1966: Grieche sucht Griechin
- 1966: Onkel Filser – Allerneueste Lausbubengeschichten
- 1967: Die Mühle (TV)
- 1967: Herrliche Zeiten im Spessart
- 1967: Der Lügner und die Nonne
- 1967: Wenn Ludwig ins Manöver zieht
- 1967: Eine etwas sonderbare Dame (TV)
- 1968: Liliom (TV)
- 1968: Staatsexamen (TV)
- 1968: Altaich (TV)
- 1968: Der Talisman (TV)
- 1969: Scarabea – Wieviel Erde braucht der Mensch?
- 1969: Ludwig auf Freiersfüßen (Archivmaterial)

## Hörspiele
- Georges Simenon: Maigret und der gelbe Hund. Bearbeitung: Gert Westphal. Regie: Heinz-Günter Stamm. Prod.: BR 1961. (Als Hörbuch: Der Audio Verlag 2005. ISBN 978-3898133906.)